# 필로우 북
필로우 북(The Pillow Book)은 1996년 개봉한 영국, 프랑스, 네덜란드 합작 영화이다. 마쿠라노소시를 기반으로 하고 있다. 이 영화는 이상적인 중국 및 일본 문화를 주제로 한, 어두운 현대 드라마의 융합이며 바디 페인팅에 중심을 두고 있다.

## 줄거리
영화 '필로우 북'은 일본계 모델 나기코가 쾌락과 새로운 문화적 경험을 찾아 여러 연인들을 만나는 여정을 그린 에로틱 드라마이다. 영화는 어두운 현대 드라마에 중국과 일본 문화의 이상적인 주제와 설정을 혼합했으며, 특히 몸에 글쓰기라는 독특한 소재를 중심으로 전개된다.
나기코는 홍콩에 거주하며, 시와 서예에 대한 자신의 열정을 육체적 쾌락과 조화시킬 수 있는 연인을 찾는다. 어린 시절, 아버지가 그녀의 얼굴에 행운을 기원하는 글자를 써주었던 경험은 그녀의 이러한 집착의 근원이 된다. 나기코의 아버지는 생일마다 일본 창조 신화를 이야기하며 그녀의 몸에 아름다운 서예를 쓰고, 이모는 세이 쇼나곤의 '베갯머리 송서'에서 "아름다운 것들" 목록을 읽어준다. 나기코는 28세가 되면 '베갯머리 송서'가 1000년이 되고, 자신이 책을 썼을 당시 세이 쇼나곤과 같은 나이가 된다는 사실을 알게 된다. 또한, 아버지가 출판업자에게 성적 요구를 받고 있다는 것을 알게 된다.
출판업자는 자신의 젊은 제자와 나기코의 결혼을 주선한다. 그러나 남편은 나기코의 책에 대한 사랑과 읽고 쓰는 욕망을 이해하지 못하고, 그녀의 몸에 글쓰기를 거부한다. 그녀의 '베갯머리 송서'를 발견한 후 분노한 남편은 불을 질러 집을 태우고, 이에 나기코는 남편을 떠나 홍콩으로 이주한다.
나기코는 비록 싫어했지만, 타자 기술을 배워 일을 구한다. 패션 디자이너의 비서로 일하던 중, 디자이너는 그녀를 모델로 기용한다. 성공한 모델이 된 나기코는 드디어 자신의 성적 욕망을 탐색하기 시작하지만, 만족스러운 상대를 찾지 못한다. 어느 날, 나기코는 번역가 제롬을 만나, 그의 지식에 흥미를 느껴 그의 몸에 여러 언어로 글을 쓰게 한다. 그러나 제롬의 필체를 싫어하며 그를 내쫓는다. 제롬은 자신의 몸을 책처럼 사용하라고 제안하고, 나기코는 이러한 경험에 큰 충격을 받는다.
제롬의 제안에 자극받은 나기코는 여러 사람의 몸에 글을 쓰는 실험을 한다. 자신을 숭배하는 사진작가 호키는 나기코에게 연인이 되기를 간청하지만, 나기코는 그의 피부가 글쓰기에 적합하지 않다고 거절한다. 호키는 대신 책을 써보라고 제안한다. 나기코는 책을 쓰지만, 출판사로부터 "종잇값도 못한다"는 평가를 받는다. 출판사를 찾아간 나기코는 그 출판업자가 아버지의 옛 출판업자 야지이고, 그의 애인이 제롬이라는 사실을 알게 된다.
나기코는 제롬을 통해 야지에게 복수하기로 결심한다. 제롬은 언어 실력과 필체가 향상되었고, 나기코는 제롬과 함께 서로의 몸에 글을 쓰며 사랑을 나눈다. 나기코는 제롬이 자신이 찾던 이상적인 연인임을 깨닫고, 그와 함께 예술적 열정을 공유한다.
나기코는 제롬에게 모든 진실을 밝히고, 제롬은 나기코의 책을 자신의 몸에 쓰고 출판업자에게 보여주기로 한다. 나기코는 제롬의 몸에 '의제의 책'을 쓰고, 야지는 이 책에 깊은 인상을 받는다. 제롬은 야지의 곁에 머무는 동안 나기코에게 돌아오지 않고, 질투와 분노에 휩싸인 나기코는 제롬이 야지와 사랑을 나누는 모습을 발견하고 복수를 계획한다.
나기코는 다른 사람들의 몸에 '순수한 자의 책', '바보의 책', '무능/노령의 책', '노출증 환자의 책'을 쓴다. 제롬은 분노와 질투에 휩싸여 나기코를 찾아오지만, 나기코는 그를 만나주지 않는다. 제롬은 절망에 빠져 자살을 시도하고, 나기코에게 발견되었을 때 이미 죽은 상태였다. 나기코는 죽은 제롬의 몸에 '연인들의 책'을 쓴다.
제롬의 장례식 후, 나기코는 자신의 모든 것을 불태우고 일본으로 돌아온다. 야지는 제롬의 시체를 파내 그의 피부로 베갯머리 책을 만든다. 나기코는 이를 알고 분노하며 야지에게 나머지 책과 교환할 것을 요구한다. 야지는 동의하고, 나기코는 '유혹자의 책', '청춘의 책', '비밀의 책', '침묵의 책', '배신당한 자의 책', '헛된 시작의 책'을 통해 야지를 조롱한다. 마지막으로, '죽은 자들의 책'을 통해 나기코는 마침내 자신의 정체를 밝히고 야지를 비난한다. 야지는 죄책감에 사로잡혀 제롬의 피부로 만든 책을 넘겨주고 자살한다.
나기코는 제롬의 피부 책을 나무 아래 묻고, 제롬의 아이를 낳아 기른다. 마지막 장면에서, 나기코는 어린 시절 아버지처럼 자신의 아이 얼굴에 글자를 쓰고, 자신의 '베갯머리 송서'를 인용한다. 나기코는 28번째 생일을 맞이한다. 영화는 나기코의 이중 문화적 배경이 그녀의 탐색에 미치는 영향을 강조하며, 아시아 문화의 상징들을 교차하여 보여준다.

## 캐스팅
- 이완 맥그리거 : 제롬 역
- 우쥔메이 : 나기코 역
- 오가타 켄 : 아버지 역
- 오이다 요시 : 퍼블리셔 역
- 요시다 히데코 : 온트/메이드 역
- 주디 온그 : 어머니 역
- 미츠이시 켄 : 남편 역

## 같이 보기
- 보디 페인팅